# Иван Станковић (рукометаш)
Иван Станковић (Београд, 27. април 1982) је бивши српски рукометаш. Играо је на позицији бека. 

## Каријера
Професионалну каријеру је почео у екипи Партизана. У црно-белом дресу је играо до 2004. године и у том периоду је освојио две титуле првака државе и један куп. Са Партизаном је играо и у Лиги шампиона у сезонама 1999/00, 2002/03 и 2003/04. Након Партизана одлази у Шпанију где остаје све до 2011. године. Провео је три сезоне у екипи Бидасоа Ирун након чега је четири године био играч Арагона. Године 2011. одлази у француски Кретеј одакле након три сезоне прелази у други француски клуб Иври где је играо до краја каријере.
Са репрезентацијом Србије је освојио сребрну медаљу на Европском првенству 2012. и учествовао на Олимпијским играма у Лондону. Такође је био члан репрезентације на Европском првенству 2010. и на Светским првенствима 2011. и 2013.

## Трофеји

### Партизан
- Првенство СР Југославије (2) : 2001/02, 2002/03.
- Куп СР Југославије (1) : 2000/01.